# Oxytropis neimongolica
Oxytropis neimongolica là một loài thực vật có hoa trong họ Đậu. Loài này được C.W.Chang & Y.Z.Zhao miêu tả khoa học đầu tiên.